# Лаптево-Покровская церковь
Покровский храм — православный храм в деревне Лаптево Ржевского района Тверской области.

## История
Храм был построен в 1801 году из камня и кирпича. Он располагался на вершине холма около деревни Лаптево на погосте Николы Лапотного.
В храме имеется три престола: Покрова Пресвятой Богородицы, Николая Чудотворца и великомученика Георгия. Церковные документы имеющиеся в архивах: опись 1846 года, метрические книги в период с 1801—1917 года и церковный план земли. Кроме самого храма имелась сторожка, богадельня и дом со складами.
По переписи 1859 года в погосте жили 47 человек, а в селе — 99. Всего и в селе и в погосте был 21 двор. Усадьба приносила высокие доходы своим хозяевам, которыми являлись графы Игнатьевы, одновременно владеющие усадьбой Чертолино. В селе Лаптево был православный храм Покрова Пресвятой Богородицы, здание которого было выстроено из красного и белого кирпича. Согласно документам 1903 года своё название оно получило в честь святого Николая Чудотворца (Лапотного), икона которого находилась в храме.
В 1901 году служили: Священник Анатолий Глебович Дедов 55-ти лет, окончил духовную семинарию, в служении с 1868 года, священником с 1874 года, награждён в 1898 году камилавкой. Священник Василий Данилович Троицкий 33-х лет, окончил духовную семинарию, в служении с 1888 года, священником с 1890 года. Диакон Николай Евфимович Гроздов 53-х лет, в служении с 1866 года, диаконом с 1886 года. Псаломщик Егор Петрович Преображенский 68-ми лет, в должности с 1850 года. Псаломщик Арсений Арсеньевич Раевский 35-ти лет, в должности с 1890 года.